# Прецелле
Прецелле (нім. Prezelle) — громада в Німеччині, розташована в землі Нижня Саксонія. Входить до складу району Люхов-Данненберг. Складова частина об'єднання громад Гартов.
Площа — 41,51 км2. Населення становить 420 ос. (станом на 31 грудня 2021).